# Amphorateuthis
Amphorateuthis is een geslacht van inktvissen uit de familie van de Sepiolidae.

## Soorten
- Amphorateuthis alveatus Young, Vecchione & Roper, 2007